# Australisk kalkrörsmask
Australisk kalkrörsmask (Ficopomatus enigmaticus) är en ringmaskart som först beskrevs av Fauvel 1923.  Australisk kalkrörsmask ingår i släktet Ficopomatus och familjen Serpulidae. Arten anses ha potential att bli invasiv i Sverige. Australisk kalkrörsmask har påträffats i Lomma, kanalerna och i hamnbassängerna i Malmö och i Limhamn. Inga underarter finns listade i Catalogue of Life.

## Bildgalleri

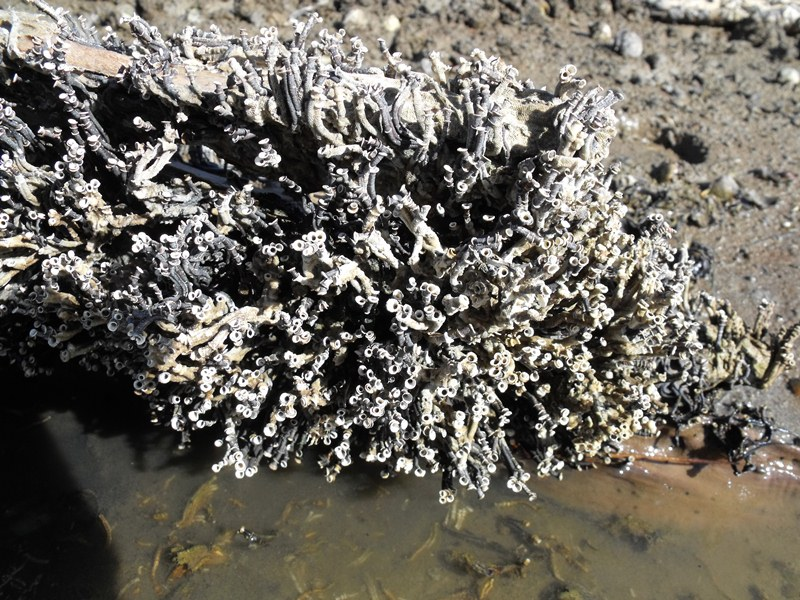
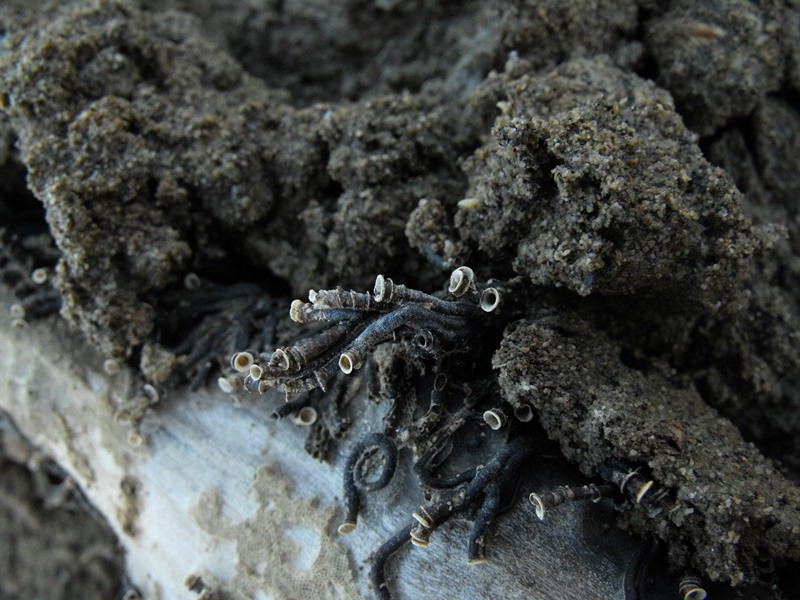